# إلفير موريقي
إلفير موريقي (بالإنجليزية: Elvir Muriqi)‏ هو ملاكم محترف ألباني. ولد في كوسوفو وانتقل إلى الولايات المتحدة سنة 1996.

## المسيرة الاحترافية
من نزالاته:
- انتصر على دانيال جوداه (20-11-2010).
- خسر أمام كلينتون وودز (14-02-2009).
- خسر أمام أنطونيو تارفير (09-06-2007).
- خسر أمام داني سانتياغو بالضربة الفنية القاضية (02-10-2004).

## روابط خارجية
- إلفير موريقي على موقع بوكس ريك (الإنجليزية) (registration required)